# Korrespondent

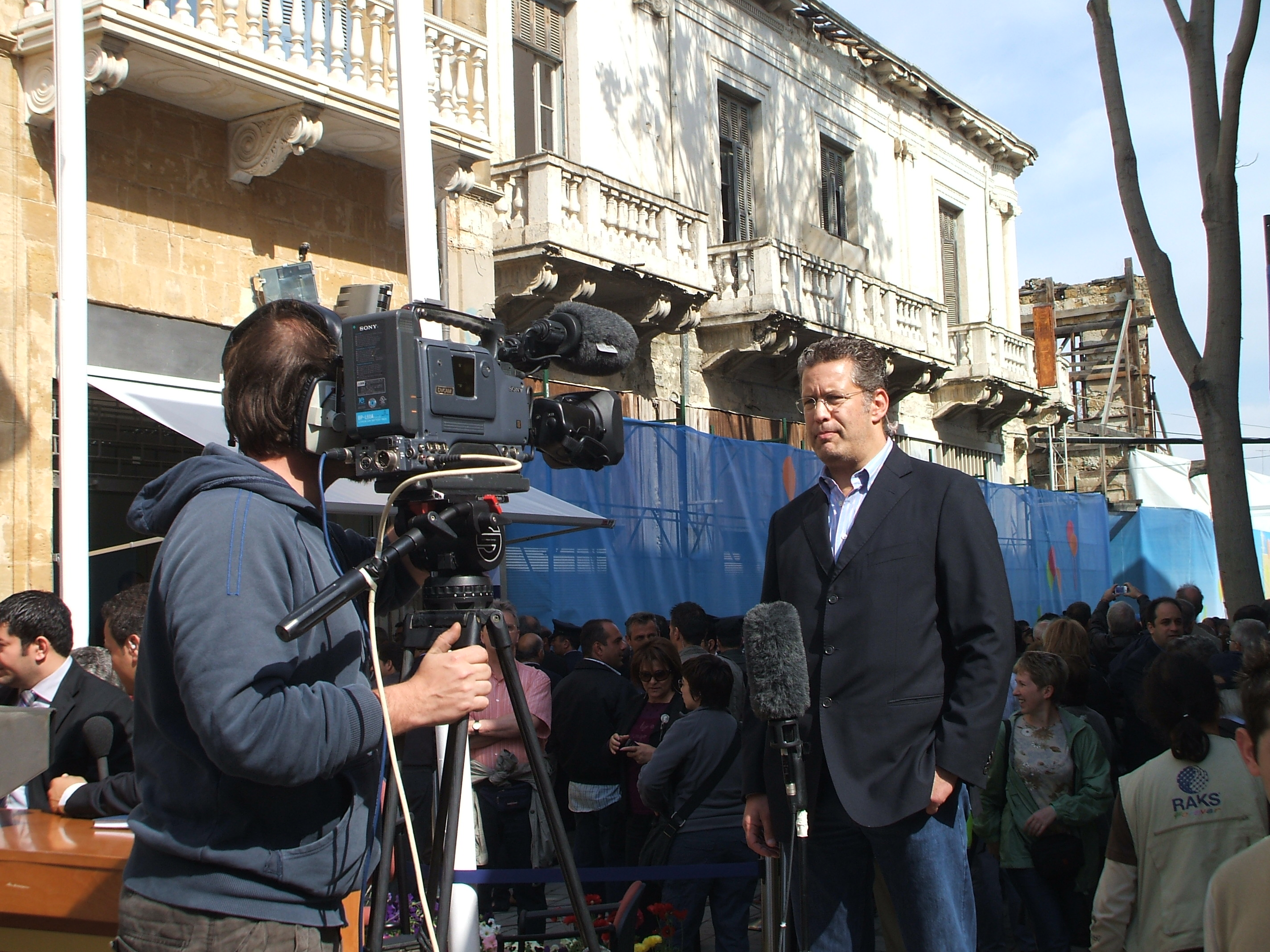
En korrespondent i arbete.

Korrespondent är en journalist som rapporterar till sin nyhetsbyrå, tidning, radiokanal eller TV-kanal och är stationerad på annan plats än redaktionen, till exempel i utlandet – en utrikeskorrespondent.